# باشگاه والیبال لفسکی صوفیه
باشگاه والیبال لفسکی صوفیه (به انگلیسی: VC Levski Sofia) یک باشگاه حرفه‌ای والیبال مستقر در صوفیه، بلغارستان است که در لیگ ملی بلغارستان حضور دارد. لفسکی از باشگاه‌های ریشه دار اروپا محسوب می‌شود.